# Marché d'intérêt national de Grenoble
Le marché d'intérêt national de Grenoble est un marché d'intérêt national (MIN) situé au 117, rue des Alliés à Grenoble, dans le quartier Alliés-Alpins de cette ville, dans le département de l'Isère, en région Auvergne-Rhône-Alpes, en France. 
La voute de l'édifice principal est labellisée « patrimoine du XXe siècle ».

## Historique
Dans les années 1950, le système de l’approvisionnement direct aux principaux marchés de la ville n'était plus adapté à la demande et entrainait une paralysie de la circulation. En 1957, la Ville de Grenoble décide de décongestionner le marché de la halle Sainte-Claire, principal marché situé en plein centre-ville. Selon un modèle d’organisation national, la construction d'un marché de gros formant relais entre les producteurs et les revendeurs est alors lancé. Les plans retenus sont ceux de l’architecte municipal Marcel Welti.
La première pierre de la grande halle a été posée en 1961. Le site, d'abord aménagé sur un espace de huit hectares, ouvre ses portes le 22 octobre 1963. La plupart des clients proviennent du bassin grenoblois mais aussi du département voisin de la Savoie.
La voûte autoportante de la halle d’une portée libre de 40 mètres, sur 160 mètres de long surplombe la nef centrale, la structure étant constituée d’un treillis en béton armé formé d’arcs croisés, lequel est recouvert de longues dalles translucides qui assurent l’éclairage naturel du bâtiment. En 2004, la couverture en fibre de verre endommagée par la grêle est remplacée par une couverture en toile.

## Description
Sa voûte autoportante de 160 mètres de long sur 40 mètres de large, souvent décrite comme spectaculaire, établie en treillis de béton armé ainsi que sa halle de 7 000 m² ont permis à ce bâtiment d'être labellisé « Architecture contemporaine remarquable » (anciennement « Patrimoine du XXe siècle »).

## Fonctionnement
Au total, près de 200 personnes travaillaient quotidiennement dans ce marché de gros en 2023. 
La régie du M.I.N est indépendante financièrement et l'entreprise paie une location à Grenoble Alpes Métropole, communauté d'agglomération qui est le propriétaire des lieux. L'ensemble du budget du M.I.N qui se monte à environ 1 million d'euros, est équilibré grâce aux locations perçue auprès des locataires et des fournisseurs qui viennent tous les jours s'y approvisionner.

## Situation et accès
Situé dans le Quartier Alliés-Alpins, au 117, rue des Alliés, l'entrée du marché est desservie par la ligne E du tramway de Grenoble (station Alliés) ainsi que par la ligne C5 de la M TAG.
Les véhicules de livraison peuvent y accéder depuis toute la France par l'autoroute A480 (dite rocade ouest) en empruntant la sortie des Eaux-Claires, le cours de la Libération, puis la rue des Alliés.
- 4 : Grenoble-les Eaux Claires, Villeneuve, Grand'Place, Stade Lesdiguières